# Condé-sur-Vesgre
Condé-sur-Vesgre – miejscowość i gmina we Francji, w regionie Île-de-France, w departamencie Yvelines.
Według danych na rok 1990 gminę zamieszkiwało 828 osób, a gęstość zaludnienia wynosiła 77 osób/km² (wśród 1287 gmin regionu Île-de-France Condé-sur-Vesgre plasuje się na 671. miejscu pod względem liczby ludności, natomiast pod względem powierzchni na miejscu 339.).